# Liste der Mitglieder der Badischen Ständeversammlung 1819
Diese Liste umfasst die Mitglieder der Ständeversammlung des Großherzogtums Baden für die Sessionen des Jahres von 1819. 
Die Wahlordnung wurde erst am 24. Dezember 1818 publiziert. Sie legte eine indirekte Wahl der Abgeordneten durch Wahlmänner fest, die ihrerseits von den männlichen badischen Staatsbürgern gewählt wurden, die älter als 25 Jahre waren.
„Die Wahlmännerwahlen wurden in allen Bezirken gleichzeitig im Januar vorgenommen; … .“ Die Wahlen der Abgeordneten durch die Wahlmänner erfolgten in den Wahlbezirken zu verschiedenen Terminen im Februar 1819.
Während dieser Zeit kam der 1. Badische Landtag vom 22. April bis zum 28. Juli 1819 in 31 Sitzungen der Ersten Kammer und 42 Sitzungen der Zweiten Kammer zusammen und wurde dann auf die Sitzungsperiode des Jahres 1820 vertagt.

## Präsidium der Ersten Kammer
Präsident: Markgraf Wilhelm von Baden 

Vizepräsident: Fürst Karl Egon zu Fürstenberg

## Mitglieder der Ersten Kammer

### Prinzen des Hauses Baden
- Markgraf Leopold von Baden
- Markgraf Wilhelm von Baden
- Markgraf Maximilian von Baden

### Standesherren
- Fürst Karl Egon zu Fürstenberg
- Fürst Karl zu Leiningen (war nie anwesend)
- Fürst Philipp von der Leyen (war nie anwesend)
- Fürst Georg zu Löwenstein-Wertheim-Freudenberg
- Fürst Friedrich Karl zu Löwenstein-Wertheim-Freudenberg (war nie anwesend)
- Fürst Karl zu Löwenstein-Wertheim-Rosenberg (war nie anwesend)
- Fürst Franz Wilhelm zu Salm-Reifferscheidt-Krautheim (war nie anwesend)
- Graf Karl Theodor zu Leiningen-Billigheim
- Graf Wenzeslaus Josef zu Leiningen-Neudenau (war nie anwesend)

### Vertreter der katholischen Kirche
- Freiherr Ignaz Heinrich von Wessenberg, Bistumsverweser

### Vertreter der lutherischen Landeskirche
- Prälat Johann Peter Hebel

### Vertreter des grundherrlichen Adels

#### Oberhalb der Murg
- Freiherr Karl von Baden
- Freiherr Franz Anton von Falkenstein
- Freiherr Josef von Hornstein
- Johann von Türckheim

#### Unterhalb der Murg
- Freiherr Sigmund von Gemmingen-Treschklingen
- Freiherr Ludwig Eberhardt von Gemmingen-Presteneck[3]
- Freiherr Julius von Gemmingen-Steinegg
- Freiherr Karl von Zyllnhardt

### Vertreter der Landesuniversitäten
- Anton Friedrich Justus Thibaut,[4] Geheimer Hofrat, Vertreter der Universität Heidelberg
- Karl von Rotteck,[4] Hofrat, Vertreter der Universität Freiburg

### Vom Großherzog ernannte Mitglieder
- Karl Freiherr von Geusau, General und Großhofmeister
- Wilhelm Ludwig Leopold Reinhard Freiherr von Berstett, Staatsminister
- Konrad von Schäffer, Generalleutnant
- Karl Friedrich Freiherr von Fischer, Staatsminister
- Staatsrat Baumgärtner
- Karl Freiherr von Freystedt, Generalmajor

## Präsidium der Zweiten Kammer
Präsident: Johann Bernhard Siegel

Vizepräsidenten: Josef Karl Kern, Christian Friedrich Walz

## Die gewählten Abgeordneten der Zweiten Kammer

### Stadtwahlbezirke
| Wahlbezirk | Bezeichnung des Wahlbezirks     | Name des Abgeordneten             |
| ---------- | ------------------------------- | --------------------------------- |
| S1         | Wahlbezirk der Stadt Überlingen | Johann Baptist Edler von Seyfried |
| S2         | Wahlbezirk der Stadt Konstanz   | Joseph Anton Dreyer               |
| S3         | Wahlbezirk der Stadt Freiburg   | Johann Joseph Adrians             |
| S3         | Wahlbezirk der Stadt Freiburg   | Josef Karl Kern                   |
| S4         | Wahlbezirk der Stadt Lahr       | Karl August Deimling              |
| S4         | Wahlbezirk der Stadt Lahr       | Karl Ludwig von Lotzbeck          |
| S5         | Wahlbezirk der Stadt Offenburg  | Leopold von Lassolaye             |
| S6         | Wahlbezirk der Stadt Rastatt    | Ignaz Höllmann                    |
| S7         | Wahlbezirk der Stadt Baden      | Georg Schneider                   |
| S8         | Wahlbezirk der Stadt Karlsruhe  | Christoph Eisenlohr               |
| S8         | Wahlbezirk der Stadt Karlsruhe  | Christian Wilhelm Griesbach       |
| S8         | Wahlbezirk der Stadt Karlsruhe  | Friedrich Sievert                 |
| S9         | Wahlbezirk der Stadt Durlach    | Ludwig Georg Winter               |
| S10        | Wahlbezirk der Stadt Pforzheim  | Wilhelm Reinhard                  |
| S10        | Wahlbezirk der Stadt Pforzheim  | Christoph Friedrich Witzenmann    |
| S11        | Wahlbezirk der Stadt Bruchsal   | Johann Bernhard Siegel            |
| S12        | Wahlbezirk der Stadt Mannheim   | Johann Ludwig Bassermann          |
| S12        | Wahlbezirk der Stadt Mannheim   | Johann Daniel Diffené             |
| S12        | Wahlbezirk der Stadt Mannheim   | Karl Ziegler                      |
| S13        | Wahlbezirk der Stadt Heidelberg | Christian Adam Fries              |
| S13        | Wahlbezirk der Stadt Heidelberg | Christian Friedrich Winter        |
| S14        | Wahlbezirk der Stadt Wertheim   | Johann Christoph Schlundt         |

### Ämterwahlbezirke
| Wahlbezirk | Bezeichnung des Wahlbezirks                                                              | Name des Abgeordneten            |
| ---------- | ---------------------------------------------------------------------------------------- | -------------------------------- |
| A1         | Wahlbezirk der Ämter Meersburg, Salem, Pfullendorf und Überlingen                        | Joseph von Clavel                |
| A2         | Wahlbezirk der Ämter Radolfzell, Blumenfeld und Konstanz                                 | Fidel Zembrodt                   |
| A3         | Wahlbezirk der Ämter Stockach, Meßkirch und Engen                                        | Josef Leiber                     |
| A4         | Wahlbezirk der Ämter Blumberg, Stühlingen, Bonndorf, Löffingen und Neustadt              | Josef Anton Sautier              |
| A5         | Wahlbezirk der Ämter Villingen und Hüfingen                                              | Philipp Josef Mahler             |
| A6         | Wahlbezirk der Ämter Tiengen, Jestetten, St. Blasien und Waldshut                        | Johann Georg Duttlinger          |
| A7         | Wahlbezirk der Ämter Säckingen, Laufenburg und Schönau                                   | Mathias Föhrenbach               |
| A8         | Wahlbezirk der Ämter Schopfheim und Kandern                                              | Johann Friedrich Gottschalk      |
| A9         | Wahlbezirk des Amtes Lörrach                                                             | Johann Georg Grether             |
| A10        | Wahlbezirk des Amtes Müllheim                                                            | Nicolaus Blankenhorn             |
| A11        | Wahlbezirk der Ämter Staufen und Heitersheim                                             | Johann Billmann                  |
| A12        | Wahlbezirk des Amtes Altbreisach mit zum Stadtamt Freiburg zugehörigen Landorten         | Freiherr Ignaz von Gleichenstein |
| A13        | Wahlbezirk des Landamtes Freiburg (I) und des Amtes St. Peter                            | Anton Fetzer                     |
| A14        | Wahlbezirk des Landamtes Freiburg (II) und der Ämter Waldkirch und Elzach                | Franz Sales Fackler              |
| A15        | Wahlbezirk des Amtes Emmendingen                                                         | Ludwig von Liebenstein           |
| A16        | Wahlbezirk der Ämter Endingen und Kenzingen                                              | Franz Xaver Frey                 |
| A17        | Wahlbezirk der Ämter Triberg, Hornberg, Wolfach und Haslach                              | Josef Ruth                       |
| A18        | Wahlbezirk des Amtes Ettenheim                                                           | Michael Winterer                 |
| A19        | Wahlbezirk des Amtes Lahr                                                                | Daniel Völcker                   |
| A20        | Wahlbezirk des Amtes Offenburg mit Teilen des Amtes Appenweier                           | Franz Michael Knapp              |
| A21        | Wahlbezirk der Ämter Gengenbach und Oberkirch mit Teilen des Amtes Appenweier            | Xaver Schrempp                   |
| A22        | Wahlbezirk der Ämter Rheinbischofsheim und Kork                                          | Johann Jakob Dörr                |
| A23        | Wahlbezirk der Ämter Achern und Bühl                                                     | Franz Cornelius                  |
| A24        | Wahlbezirk der Ämter Ettlingen und Rastatt                                               | Franz Anton Christoph Buhl       |
| A25        | Wahlbezirk der Ämter Baden, Gernsbach und Steinbach                                      | Franz Caspar Ignaz Reinbold      |
| A26        | Wahlbezirk des Landamtes Karlsruhe mit Teilen des Landamtes Bruchsal                     | Gottlieb Bernhard Fecht          |
| A27        | Wahlbezirk der Ämter Durlach und Stein                                                   | Franz Frommel                    |
| A28        | Wahlbezirk des Amtes Pforzheim                                                           | Jakob Friedrich Dreher           |
| A29        | Wahlbezirk des Amtes Bruchsal mit Teilen des Amtes Eppingen                              | August Ludwig Hüber              |
| A30        | Wahlbezirk des Amtes Bretten mit Teilen des Amtes Eppingen                               | Andreas Schühle                  |
| A31        | Wahlbezirk der Ämter Philippsburg und Schwetzingen                                       | Johann Philipp Körner            |
| A32        | Wahlbezirk der Ämter Wiesloch und Neckargmünd                                            | Jakob Friedrich Rausmüller       |
| A33        | Wahlbezirk des Amtes Sinsheim mit Teilen des Amtes Eppingen                              | Christof Keidel                  |
| A34        | Wahlbezirk des Amtes Heidelberg                                                          | Christian Friedrich Walz         |
| A35        | Wahlbezirk der Ämter Ladenburg und Weinheim                                              | Cornelius Maas                   |
| A36        | Wahlbezirk des Amtes Neckarbischofsheim mit Teilen des Amtes Mosbach (links des Neckars) | Johann Adam Weller               |
| A37        | Wahlbezirk des Amtes Eberbach mit Teilen des Amtes Mosbach (rechts des Neckars)          | Hiob Daniel Leutz                |
| A38        | Wahlbezirk der Ämter Buchen und Osterburken                                              | Heinrich Josef Kreutter          |
| A39        | Wahlbezirk des Amtes Boxberg                                                             | Friedrich Ludwig Hoffmann        |
| A40        | Wahlbezirk der Ämter Tauberbischofsheim und Gerlachsheim                                 | Gottfried Steinam                |
| A41        | Wahlbezirk der Ämter Wertheim und Walldürn                                               | Franz Heinrich von Städel        |

## Belege und Anmerkungen
1. ↑  Großherzoglich-Badisches Staats- und Regierungsblatt vom 24. Dezember 1818 Google Digitalisat
2. ↑  Leonhard Müller: Badische Landtagsgeschichte. Erster Teil: Der Anfang des landständischen Lebens im Jahre 1819. Berlin 1900, S. 37 Internet Archive
3. ↑  Laut Frank Raberg: Biographisches Handbuch der württembergischen Landtagsabgeordneten 1815–1933. Im Auftrag der Kommission für geschichtliche Landeskunde in Baden-Württemberg. Kohlhammer, Stuttgart 2001, ISBN 3-17-016604-2, S. 253., soll Ludwig Eberhard von Gemmingen-Guttenberg von 1819 bis 1841 der Ersten Kammer der Badischen Ständeversammlung angehört haben, jedoch nur von 1819 bis 1822 persönlich anwesend gewesen sein. Diese Angabe steht im Widerspruch zu Ludwig Bauer und Bernhard Gißler, die im Handbuch über die Mitglieder der Ersten Kammer der Badischen Ständeversammlung von 1819 – 1912, S. 83 namentlich anderslautende Angaben machen. Demnach gehörte nicht jener bei Raberg genannte Ludwig Eberhard von Gemmingen-Guttenberg sondern sein Namensvetter Freiherr Ludwig Eberhard von Gemmingen-Presteneck von 1819 bis 1822 der Ersten Badischen Kammer an. Laut den Angaben von Bauer und Gißler auf S. 83 soll jener Freiherr Ludwig Eberhard von Gemmingen-Presteneck ebenfalls im Jahre 1841 verstorben sein. Das Todesjahr wäre demnach dasselbe gewesen wie bei Ludwig Eberhard von Gemmingen-Guttenberg. Dies passt jedoch nicht zum Todesjahr 1831 des hier angegebenen Ludwig Eberhard von Gemmingen, der als Großherzoglich badischer Kammerherr zu Presteneck viel eher vom Namen her den Angaben bei Bauer und Gißler entsprechen würde. Möglicherweise handelt es sich im Handbuch von Bauer und Gißler um einen Druckfehler, so dass statt des korrekten Todesjahres 1831 versehentlich 1841 angegeben wurde? Möglicherweise haben Bauer und Gißler das Todesjahr 1831 mit dem Todesjahr des Bruders Friedrich Carl Gustav Casimir von Gemmingen (1770–1841) verwechselt? Raberg hat daraufhin möglicherweise einen Folgefehler begangen und wegen des bei Bauer und Gißler angegebenen Todesjahres 1841 angenommen, dass es sich bei dem fraglichen Vertreter des grundherrlichen Adels unterhalb der Murg in der Ersten Badischen Kammer in den Jahren 1819 bis 1822 um Ludwig Eberhard von Gemmingen-Guttenberg († 1841) und nicht um den hier für diese Liste angenommenen Ludwig Eberhard von Gemmingen-Presteneck (1771–1831) gehandelt haben könnte?
4. 1 2 3 4 5 6 7  Dieser Mandatsträger ist in den amtlich veröffentlichten Abgeordnetenlisten als promovierter Akademiker ausgewiesen, d. h. dort üblicherweise mit einem vor dem Namen stehenden Doktor-Grad verzeichnet
5. 1 2  Bis 1931 hieß die Stadt Baden-Baden nur Baden.
6. ↑  Im Landtagshandbuch von Adof Roth und Paul Thorbecke: Die badischen Landstände, Karlsruhe 1907,  S. 349 als Joh. Nep. (Johann Nepomuk ?) Schrempp bezeichnet